# Рівняння Ардіті — Гінзбурга
Рівняння Ардіті-Гінзбурга визначає співвідношення залежності динаміки хижак — жертва. Де N — це популяція біологічного виду і P — хижака, динаміка популяції визначається з двох рівнянь:
{\displaystyle {\begin{aligned}{\frac {dN}{dt}}&=f(N)\,N-g{\left(\!{\tfrac {N}{P}}\!\right)}P\\[4pt]{\frac {dP}{dt}}&=e\,g{\left(\!{\tfrac {N}{P}}\!\right)}P-uP\end{aligned}}}